# Edward Alanson
Pour les articles homonymes, voir Alanson.
Edward Alanson, né le 23 octobre 1747 à Newton-le-Willows dans le Lancashire et mort en 1823 à Wavertree près de Liverpool, est un chirurgien anglais.

## Biographie
Edward Alanson est né le 23 octobre 1747 à Newton-le-Willows dans le Lancashire. Il est le fils de John et de Margaret Alanson. Apprenti de William Pickering, un chirurgien de Liverpool Infirmary (en) en 1763, il vit dans sa famille pendant cinq ans. En 1768 il se rend à Londres, il y suit pendant deux ans les leçons de Hunter. De retour en 1770 à Liverpool, il est nommé la même année chirurgien de l'infirmerie royale, il conserve cette fonction jusqu'en 1794, mais il est contraint d'arrêter en raison de la dégradation de son état de santé. Son nom est lié à une amélioration de la méthode d'amputation des membres, qui permet une meilleure cicatrisation du moignon. Il se retire à Aughton, puis en 1808 à Wavertree, où il continue à exercer la chirurgie jusqu'à sa mort en 1823.

## Publication
Edward Alanson est particulièrement connu comme auteur d'un procédé pour pratiquer l'amputation dans la continuité des membres, de manière à éviter la saillie des os. Il propose de transformer le moignon en un cône creux, dont la base répond aux téguments et dont l'os forme le sommet.
Ce procédé est décrit dans l'ouvrage intitulé : Practical observations upon amputation and the after treatment, etc. (Londres, 1779 et 1782, in-8) qui a été traduit en français par Lassus sous le titre : Manuel pratique de l'amputation des membres (Paris, 1784, in-12).
- (en) Practical Observations Upon Amputation, and the After-treatment, London, Joseph Johnson, 1782, Texte intégral.
- Manuel pratique de l'amputation des membres, Paris, chez Mequignon l'aîné, 1784, 208 p. (lire en ligne)